# Rîbciînți, Hmilnîk
Rîbciînți (în ucraineană Рибчинці) este o comună în raionul Hmilnîk, regiunea Vinnița, Ucraina, formată numai din satul de reședință.

## Demografie
Componența lingvistică a satului Rîbciînți
     Ucraineană (99,75%)
     Alte limbi (0,25%)
Conform recensământului din 2001, majoritatea populației satului Rîbciînți era vorbitoare de ucraineană (99,75%), existând în minoritate și vorbitori de alte limbi.